# Harper Finkle
 (juin 2011).
Si vous disposez d'ouvrages ou d'articles de référence ou si vous connaissez des sites web de qualité traitant du thème abordé ici, merci de compléter l'article en donnant les références utiles à sa vérifiabilité et en les liant à la section « Notes et références ».
Harper Ann Rosanne Finkle est un personnage issu de la série sitcom Les Sorciers de Waverly Place diffusé sur Disney Channel depuis le 12 octobre 2007. Elle est la meilleure amie d'Alex Russo. Elle est interprétée par Jennifer Stone.

## Le personnage de Harper Finkle

### Des caractères à l'opposé de ceux d'Alex
Harper est une adolescente très expressive : elle crie facilement, que ce soit de joie, de peur, ou de surprise. Elle est travailleuse (elle remporte le quiz de son école) et fait souvent les devoirs d'Alex à sa place. Elle est créative (elle coud elle-même ses habits), et positive.
Elle est pleine d'énergie, et a une place importante dans l'équipe de pom-pom girls de l'école,. C'est d'ailleurs la seule chose qu'elle a caché à Alex, à qui elle dit tout.
Elle est aussi influençable, mais devient parfois manipulatrice à l'instar d'Alex. Ainsi, elle demande à la mère d'Alex de lui chercher des vapuccinos, pensant réclamer un produit imaginaire afin de permettre à son amie, privée de shopping, de pouvoir participer à une vente flash, elle feint de pleurer pour qu'Alex accepte de défiler parmi des mannequins, ou met au point un stratagème pour que les Russo acceptent de l'héberger alors que ses parents déménagent

### Style vestimentaire
Elle est surtout connue pour son style vestimentaire insolite. Elle crée ses propres vêtements y intégrant souvent de la nourriture (toutes sortes de fruits frais, viande crue). Elle assume son style hors de l'ordinaire. Elle est remarquée par un grand couturier qui en fait sa stagiaire.

### Palmarès
Harper a remporté de nombreuses récompenses dont un concours d'orthographe, une ceinture noire de taekwondo, un tournoi de corde à sauter, le marathon de New York. Elle a aussi remporté le quiz de l'école. La plupart de ses victoires sont dues à Alex utilisant la magie.

## Harper et la famille Russo

### La meilleure amie d'Alex Russo
Dans l'épisode Mise à l'écart, Alex dit de Harper qu'elle est sa sœur. 
Entrainée souvent malgré elle dans les projets d'Alex, elle est souvent pessimiste face à ses plans, en particulier depuis qu'elle connaît l'existence de la magie. Malgré le comportement déterminant et manipulateur d'Alex, Harper voit toujours le bon côté de cette dernière et elle est volontaire pour accepter le dû de leur amitié, à tel point qu'elle est la seule à croire qu'Alex peut faire la compétition des sorciers. Elle connait Alex depuis le jardin d'enfance et elle est toujours là pour elle quand elle a besoin de soutien.

### Passion pour Justin Russo
Elle a toujours eu un coup de cœur pour Justin, le frère aîné d'Alex. 
Mais ce n'est pas réciproque. Au début de la saison 1, elle panique et part en courant dès qu'il arrive dans sa direction. Puis elle prend confiance en elle et tente plusieurs fois de le séduire.
De façon temporaire, elle y parvient quelques fois. Lorsqu'ils semblent enfin être suffisamment proches, c'est Alex qui va détruire leur relation, car elle n'admet pas que sa meilleure amie sorte avec son frère.
Elle a une relation avec Zeke, le meilleur ami de celui-ci, lors de la saison 3.

### Liens avec les parents d'Alex
Jerry et Theresa, les parents d'Alex, sont souvent fiers et impressionnés par ce que peut faire Harper. À plusieurs reprises, ils tentent de la faire passer pour leur propre fille. Mais ce n'est pas toujours le cas. Ainsi, lorsqu'Alex a insisté pour qu'elle soit embauchée comme serveuse à la sandwicherie familiale, elle est tellement maladroite qu'ils veulent s'en débarrasser.
Harper aime bien les parents d'Alex et les trouve « cool ».

### Liens avec la magie
En tant que « mortelle », elle ne connait pas l'existence de la magie. Mais Alex se sent coupable de lui mentir constamment à cause de la magie et lui révèle son existence, après lui avoir prêté par erreur un costume magique. Elle lui confie aussi qu'elle et ses deux frères sont des sorciers et qu'ils possèdent des pouvoirs magiques.

## Relation avec ses parents
Les parents de Harper ont été vus pour la première fois dans l'épisode Sorciers contre Finkle de la saison 3 lorsqu'ils rentrent de leur voyage en Roumanie. Ils demandent à Harper de les rejoindre dans leur spectacle mais elle refuse, étant heureuse dans sa vie auprès des Russo. Depuis la saison 3, elle vit chez les Russo, dans une pièce aménagée à l'origine dans le sous-sol pour installer l'atelier de peinture qu'Alex réclamait.

## Harper dans l'avenir
Les enfants Russo, qui ont voyagé dans le temps, savent que Harper est destinée à devenir écrivaine dans l'avenir. Ses livres seront inspirés des aventures magiques des Russo, mais il faut pour cela qu'Alex et Harper restent amies. Alex est pourtant en colère contre Harper quand elle l'apprend, et c'est Justin qui va les réconcilier. Harper ne sait pas qu'elle deviendra écrivaine, puisqu'elle n'a pas voyagé dans le temps avec les Russo. 